# ダイコン
ダイコン（大根、蔔、学名：Raphanus sativus var. hortensis）は、アブラナ科ダイコン属の越年草で、野菜として広く栽培される。
地中海または中央アジアの地域が原産といわれており、日本、中国、ヨーロッパなど各地で主に肥大した根を食用とするほか、葉も食材となり、種子から油を採ることもある。根の部分は淡色野菜、葉は緑黄色野菜である。
多くの品種があり、根の長さ・太さなどの形状が多様。日本では白い皮の品種が主流だが、赤、緑、紫、黄、黒などのさまざまな色があり、地域によっては白よりも普通である。
日本においても品種・調理法とも豊富で、世界一大きくて重い桜島大根、世界一長い守口ダイコンなどの種類があり、よく食べられている。葉はビタミンAを多く含み、青汁の原料として使われる。汁はビタミンCやアミラーゼを多く含む。野菜としての位置づけにおいては、春の七草の一つ「すずしろ」であり、薬味や煮込み料理にも使われるなど、利用の幅は広い。薬草としても扱われ、消化酵素を含有することから、血栓防止作用や解毒作用がある。

## 名称
古くは「大きな根」の意味で「おほね」（現代かなづかいで書けば「おおね」）と呼び、「大根」の字を当てていたものが、いつしか音読みされて「だいこん」で通るようになった。日本のダイコンは根茎部分が白い品種で、春の七草などにおいてはすずしろ（清白）とも呼ばれる。
中国語名は蘿蔔（luóbo ルオポ、簡体字:萝卜）または白蘿蔔（báiluóbo パイルオポ、白萝卜）。欧米では一般的ないわゆる radish とは種類が異なるため、英語:daikon radish、フランス語:radis blanc、イタリア語:ravanello giapponese のように形容語を冠して区別している。ちなみに radish, radis などはラテン語で根を意味する radix に由来する。
学名においては、標準学名が Raphanus sativus var. hortensis 、広義には Raphanus sativus 、シノニムは、Raphanus acanthiformis や、Raphanus sativus var. longipinnatus としている。

## 特徴

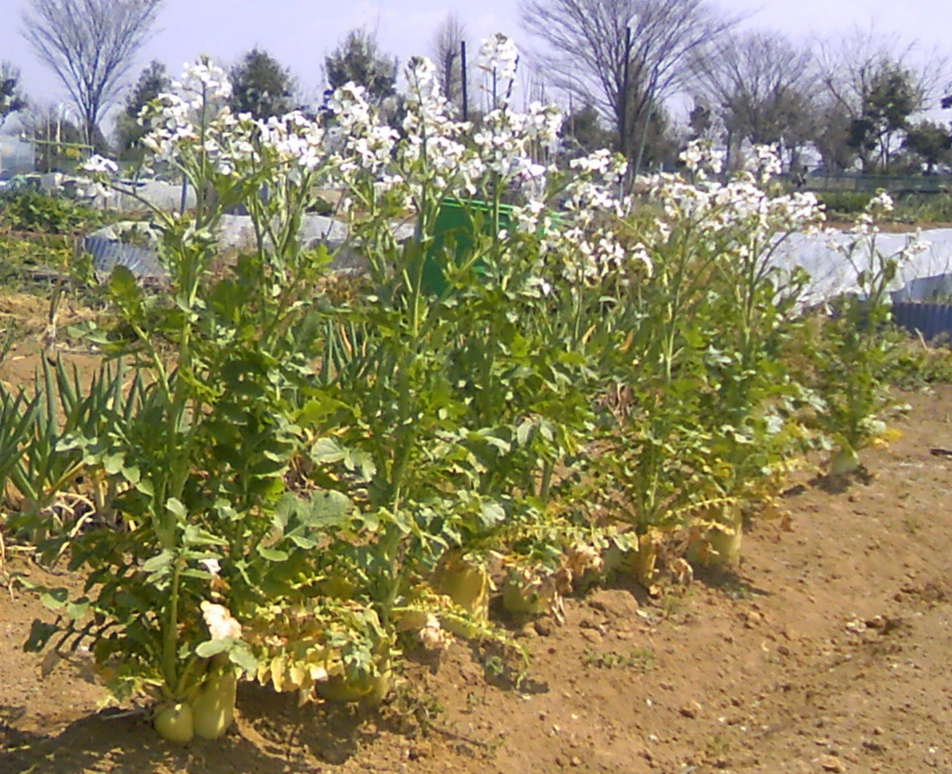
花が咲いた、畑のダイコン

野菜として栽培される越年草。いわゆる大根とよばれる肥大部は茎と根からなり、品種によって地上に伸び上がるものと、ほとんど地中にあるものがある。根出葉は束生し、倒披針形で羽状に深く裂ける羽状複葉で、頂小葉は大きく、ふつう粗い毛がある。太い主根は主軸が肥大して食用となる。
花期は春で、地上茎が約1メートル (m) ほど立った先に総状花序をつけ、アブラナ属と似た白色または淡紫色の十字状の花をややまばらに付ける。果実は長さ4 - 6センチメートル (cm) で、多数のくびれがあり、くびれ毎に1個ずつ赤褐色の種子が中に入り、種子数はアブラナ属より少ない。
茎は、葉の付け根の低い三角錐部分で、食用は可能だが生食目的での利用はされない。また、一般的に根と呼ばれる食用部分のうち地上部分は、発生学的には根ではなく胚軸に由来する中間的な性質を持っている。青首大根では特に目立ち、ジャガイモ同様、光に応じて葉緑体を発達させる茎の性質を示している。
茎、胚軸、根の区別は道管の位置で区別できるが、ヒゲ根（二次根）でも見分けられる。根の部分は両側一列ずつ二次根が発生し、店先のダイコンではその痕跡がくぼんだ点の列として観察できる。
アブラナ属のカブ（蕪）では、丸く肥大する食用部分が胚軸で、根はヒゲ根となって食用にされない。

## 歴史
ダイコンの野生種は見つかっておらず原産地は確定されていないが、地中海地方や中東など諸説ある。栽培種は中央アジアが起源地のひとつと考えられている。紀元前2200年の古代エジプトで、今のハツカダイコンに近いものがピラミッド建設労働者の食料とされていたのが最古の栽培記録とされ、その後、ユーラシアの各地へ伝わる。中国では西域から伝わったとみられ、紀元前4世紀にはすでに記録がある。ヨーロッパ各地への普及は、15世紀になってからイギリスで栽培されるようになり、フランスでは16世紀ごろから栽培が始められた。

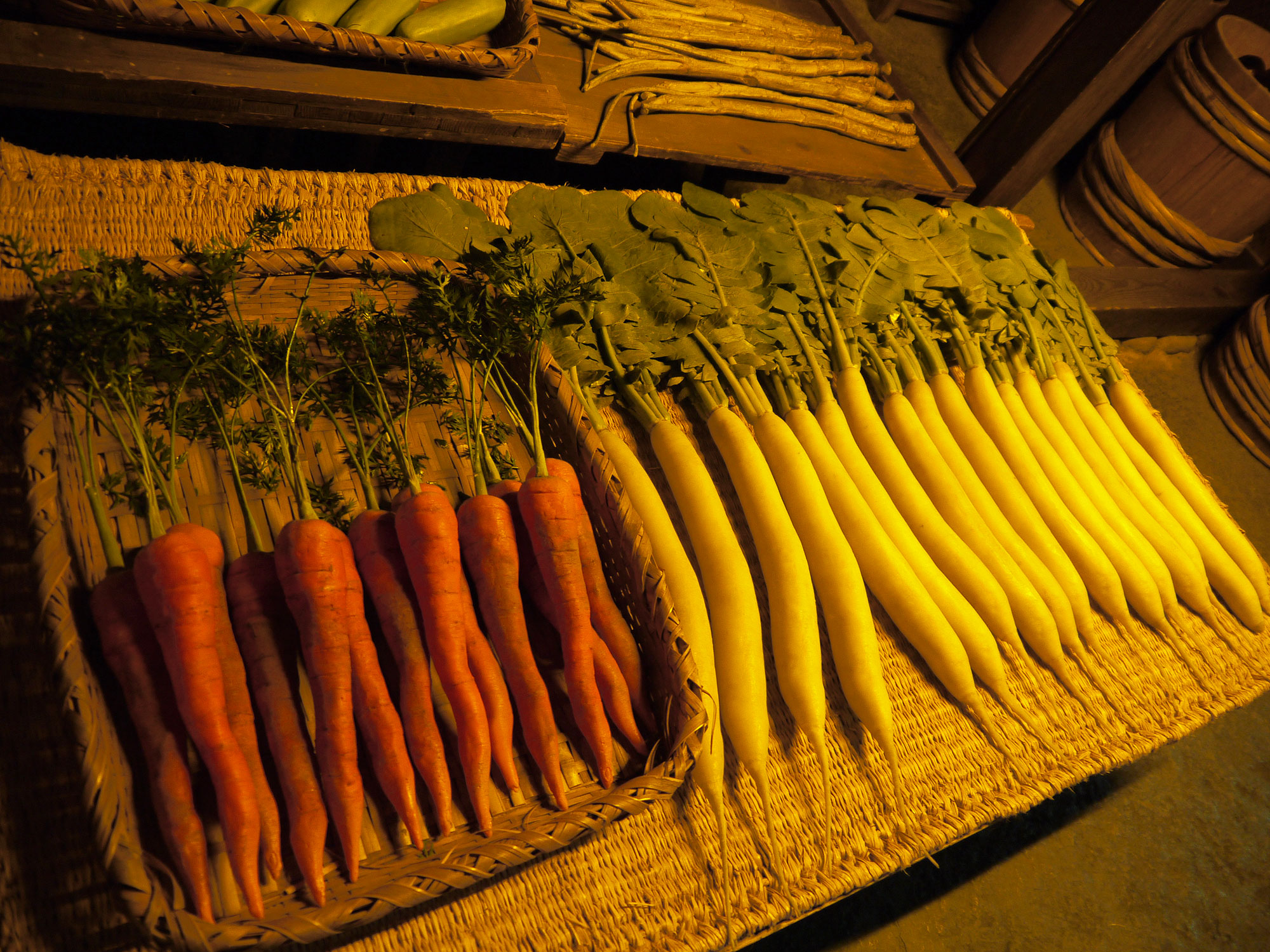
江戸時代後期の大根の再現展示（深川江戸資料館）

日本には弥生時代には伝わっており、奈良時代の歴史書『日本書紀』にも記され、仁徳天皇の歌に「於朋泥」（おほね）として登場するのが最も古い記録である。平安時代中期の『和名類聚抄』巻17菜蔬部には、園菜類として於保禰（おほね）が挙げられている。一般に食べられるようになったのは江戸時代からで、江戸時代前期にはいくつかの品種が成立し、その栽培法が確立しており、関東の江戸近郊である板橋、練馬、浦和、三浦半島辺りが特産地となり、その中で練馬大根は特に有名であった。凶作時や冬場の保存食としても重要で、漬物や切り干しなどの加工法が地方ごとにさまざまに工夫されていった。

## 変種

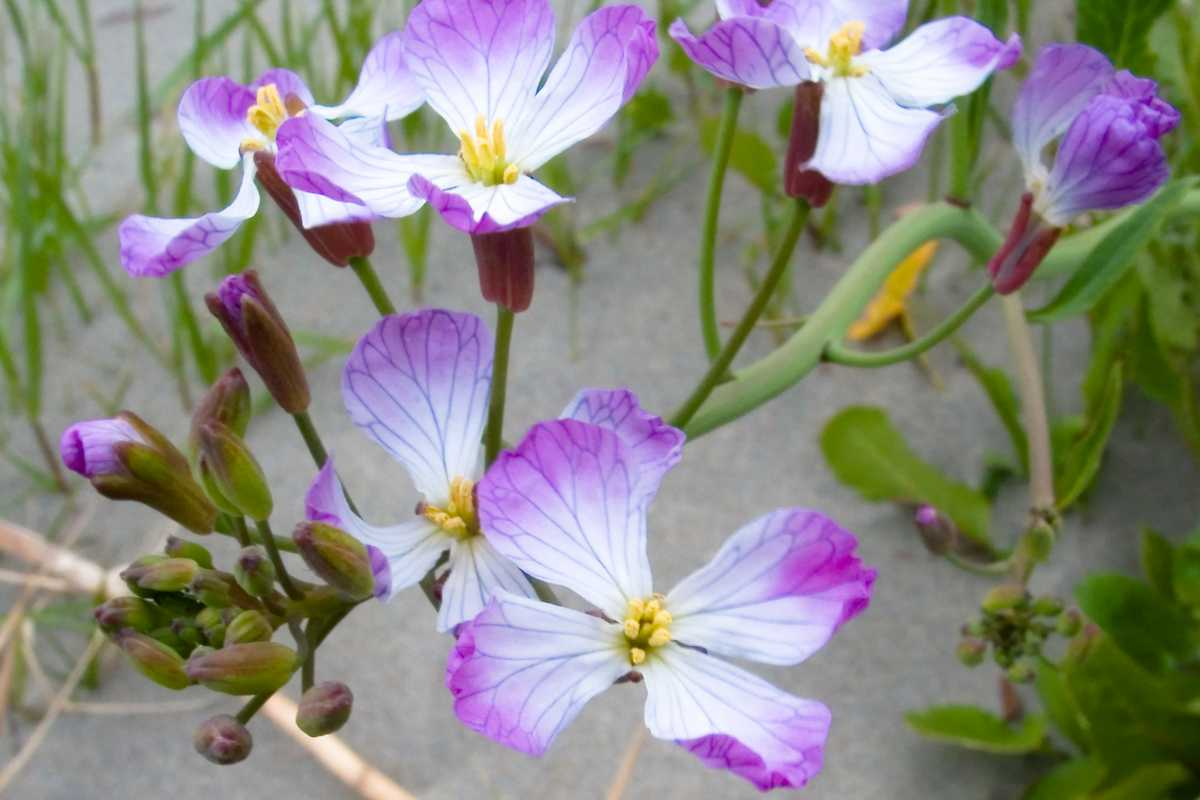
ハマダイコンの花

栽培種も変種 R. sativus var. longipinnatus として扱われるが、原種ははっきりしていない。染色体はn=9で、アブラナ属の多くの野菜と同様自家不和合性を持ち、交雑しやすい。変異を生じやすいアブラナ科に属する上、気温適応性の幅も広いため、品種が多い。根茎の色も多様で、外皮も内部も白い種類をはじめ、外皮が緑色で内部が白色の種、外皮が赤色で内部が白色の種、外皮も内部も赤色の種、外皮が黒く内部が白色の種などがある。その大きさも幅があり、重さ30kgを超える桜島大根のような種から、わずか10g程度のハツカダイコン（ラディッシュ）まである。
遺伝的研究から、日本のダイコンはヨーロッパ系統、ネパール系統とは差が大きく、中国南方系統に近い事が確認されている。
日本の東北大学などは世界各地のダイコン500品種のゲノム情報を分析・公開した。その研究によると、各品種は4つのグループに大別され、日本産は独自のグループを形成していることが判明した。
- ハツカダイコン (R. sativus var. sativus)
別名ラディッシュともよばれ、収穫が早いことから「二十日大根」といわれる。根茎は直径は2 - 4 cmほどの丸形や長丸形で、表面は鮮赤色をしている[19]。サラダなどの彩りによく使われる[20]。
- ハマダイコン (R. sativus var. hortensis f. raphanistroides)
日当りのよい砂浜などに自生的に生育する。野草として食用にされるほか、食用選抜も行われている。普及した栽培種と比較してかなり硬く、辛味も強い。
栽培種が野生化した種と考えられていた[13]が、遺伝的研究では日本の栽培種とは差が大きく[17]、栽培種とは全く別の系統に属す可能性が高い。比較検討の結果としては、古い時代にもともとの原産地である地中海沿岸から中国を経由して人間の移動と共に入ってきた野生ダイコンが起源であるとする説が唱えられている。
- ノダイコン
日本の福島県会津盆地、山形県米沢盆地などでみられる内陸性の自生種。遺伝的に栽培種に近く[17]、野生化したものと見られるが、中国系統と交雑する前の日本在来種とする説がある[21][22]。
- 黒大根（英語版） (R. sativus var. niger)
イタリア種。黒丸大根・黒長大根ともいう[23]。根の直径約7 cm、長さ約20 cmと小型で、根の表面が黒く内側は白い[24]。根が長くなる品種と蕪の様に丸い品種がある。丸い品種は肉質が硬くデンプンが多い。花の色は白や紫。肉質は詰まっていて辛味がある。ふつうの大根同様に利用できる[25]。加熱するとカブのようにホクホク感がある[23]。

なお、アカザ科のテンサイ（甜菜）を形状と用途から「サトウダイコン」（砂糖大根）と呼ぶが、テンサイはアカザ科フダンソウ属であるのに対して、大根はアブラナ科ダイコン属と目レベルで異なる縁遠い種である。

### 日本の主な品種

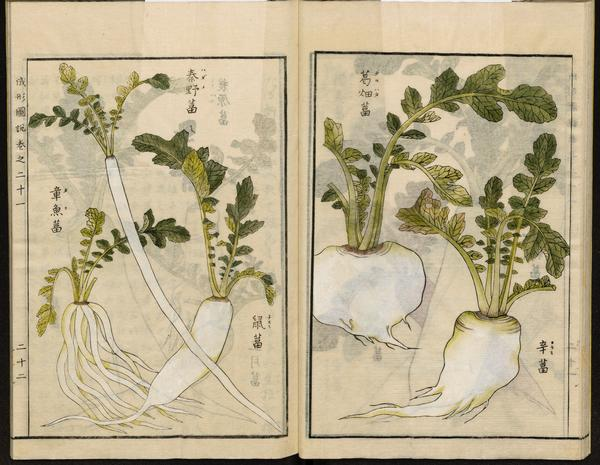
『成形図説』より

色が白くクビが青い青首大根が日本で最も多く出ている品種であるが、日本各地には在来種が数多くあり、赤や赤紫の種や、その土地ならではの大根を使った漬物など名産品もある。特に九州南部は独自性が強いとされている。桜島大根や三浦大根、練馬大根などは、サイズが不揃いで流通に不都合な面があったため、全国的に出回る量は少ない。
日本の在来種は、1980年の文献には、全国で110品種が記録されているが、都市部の人口集中によって流通が発達したことに伴い、青首大根などの一部の品種が大半を占めるようになり、在来種の衰退が著しい。しかし、練馬、三浦のような長根種から、桜島、聖護院のような丸大根、守口のような特に細長いものや、辛味の強い品種などの特徴がある地方品種が今も守られている。
- 青首大根 - 季節を問わず収穫できるようにした品種[20]。現在の主流品種で、作付面積の98%を占めるともいう。根茎は少し地面から出て、クビとよばれる日に当たったところは淡い緑色をしている[20]。辛みが少なく甘みが強いこと、地上に伸びる性質が強く収穫作業が楽である事などから、昭和50年代に急速に普及した。他の品種はこれに押されて廃れ、郡大根（こおりだいこん）のように絶滅してしまった品種もある。
- 宮重大根 - 現在主流の青首大根の片親。
- 細根大根 - 葉の付いた長さ6cm - 8cmの小さな大根[29]。
- 白首大根 - 胚軸が発達しないため、緑色の部分が無い。沢庵漬け用など。
  - 練馬大根 - 元禄から栽培される東京都練馬区の在来種。長さは60 cmほどで、長いものは1 mにもなる。主にたくあんや漬物に使われる[19]。
  - 大蔵大根 - 東京都世田谷区周辺が産地の伝統品種。根の直径は10 cmほどで、首まで太くて白い[30]。昭和時代に廃れたが、地場野菜として復活させている。
  - 三浦大根 - 神奈川県の三浦半島が主産地で、江戸時代初期から作られていた白首大根の一種[31]。長さは50 - 60 cmで、真ん中から下部が下膨れしている[19]。肉質は軟らかく、煮物やたくあんなどに適している[20][19]。大きくて扱いが大変なため、生産量は減りつつある[31]。
  - 御薗大根 - 伊勢たくあんに使用され、これは「こうこ」とも呼ぶ。
- 辛味大根 - 見かけはミニサイズのダイコンで、全長15 - 20 cm。辛味が強い特徴を持つ品種。群馬産が多いが[8]、長野や京都の品種もある[19]。大根おろしにして使うのが一般的で、汁気が少なく辛味が非常に強いため、主に蕎麦などの薬味に用いられる[20]。
- 紅芯大根（こうしんだいこん） - 中国原産で、紅心美（ホンシンメイ）とも[32]。中国北東部から朝鮮半島に分布する[33]。直径10 cmほどで丸形[23]。表面の皮が白から淡緑色で、中が鮮紅色[33]。茹でると白くなってしまう[32]。食感はやわらかくて甘味が強く、サラダやピクルス、浅漬け、大根おろしなどに向く[33][34]。また、料理の彩りや、中国ではお祝いの時の飾り切り（カービング）にも利用される[35]。消化酵素のジアスターゼやビタミンCが豊富[33]。
- 赤の丸大根 - 中国系の見た目が赤くて丸いダイコン。葉を含めた長さは70 cmほど。水分が少なく、肉質は詰まっていて、煮物や漬物に向く[23]。
- ビタミン大根 - 中国系の小ぶりな青首ダイコンで、青長大根ともよばれる。青首の部分は、中も緑色。サラダや漬物など、生食に向く[23]。
- 葉大根 - 柔らかな葉を食用とするための専用品種で、家庭園芸向け[8]。

#### その他の地方品種・伝統野菜
- 亀戸大根[36] - 江戸時代から東京・亀戸で作られたというダイコン。江戸東京野菜で、根の先が細く、形は小ぶりで茎が白い[19][24]。肌はきめ細かく白色で、肉質が緻密[25]。
- レディーサラダ - 三浦市農協により、三浦大根から品種改良した神奈川県三浦市特産の品種[25]。長さは20 cmほどと小型で、中は白く、やや辛味がある。繊維は柔らかく、生のままサラダなどにして使われる[37]。
- 源助大根（打木源助だいこん） - 加賀野菜の一つ。尾張の青首ダイコン宮重系と練馬系から生まれたとされる品種[38]。短く太く、甘味が強く煮崩れしにくいことから、おでんなど煮物に向く[19]。柔らかいため、たくあん漬けには向かない[25]。
- ねずみ大根 - 長野県坂城町の伝統野菜で、栽培地から「なかんじょ（中之条）大根」とも呼ばれる。太い可食部の下に細い根が伸びた姿がネズミに似ていることから、こう呼ばれる。可食部の長さは12 - 13 cm、太さは5 - 10 cm、重さは250 - 300グラム程度と一般的なダイコンより小ぶり[31]。葉の形も特徴的[37]。9月初旬に播種し、霜が降りる前の11月下旬までに収穫する。辛味が強く[31]、地元では漬物や大根おろしに使うほか、しぼり汁につけた「おしぼりうどん」を食す。1999年度に発足した「ねずみ大根振興協議会」が、各家の栽培で、ばらつきが生じていた形・味を安定させるため品種改良し、品種名「からねずみ」として登録した。他の土地で育てると味などが変わってしまうため、種子は協議会会員の30人余に限定して配布。葉を切り落として出荷している[39][40]。
- 聖護院大根 - 京野菜の一つで、カブのような球形が特徴。直径15 - 20 cm、大きいものは1.5 - 2 kgにもなる[19][41]。甘味があり、煮崩れしにくいことから、煮物に向く[20]。
- 守口大根 - ゴボウのように細長く長さが2 mにもなり、世界最長。守口漬に使われる。原産地は大阪府守口市だが、現在は名古屋や岐阜の名産[25]。
- 大阪四十日 - 小型種で、根が屈曲して独自の形状になる。主にカイワレダイコンの種子として利用されている。
- 祝だいこん - 雑煮の具などに使われる奈良県の伝統野菜（大和野菜）。
- 庄大根 - 愛媛県松山市（旧北条市）原産で、希少品種の赤首大根[42]。
- 女山大根（女山三月大根）- 佐賀県多久市に伝わる伝統野菜[38]。江戸時代の書「丹邱邑誌」（1847年）にも登場しており、儒学者草場佩川も好物で詩や絵に取り上げた。アントシアニンを含むため赤紫色の根の表皮と茎を持ち、中身は白い[43]。青首大根より大振りで最大で長さ80 cm、胴回り60 cm、重さ13 kgにもなる。強い甘みが特徴で肉質が硬く煮崩れしにくく[44]、酢の物にも向く[43]。2022年6月29日、GI（地理的表示）登録を取得[45]。
- 紅大根・長崎赤大根（長崎県原産）・紅しぐれ（群馬県原産） - 外見は紫系の赤いダイコンで中は白い。ふつうの品種は、直径は8 cm、長さは25 cm程度[19]。群馬県産の赤城しぐれ大根、熊本産の五木の赤大根、長崎産の長崎赤大根などの在来種もある[46][41]。すり下ろすと紫色の大根おろしになる。甘味があり、サラダや酢漬け[19]、千枚漬けのような漬物や大根おろしなどに使われる。
- 桜島大根 - 鹿児島県・桜島特産。ダイコンの中で最も大きい品種で重さ10 - 25 kg、大きいもので30 kgを超える[注釈 1]。胴回りが巨大。カブのような甘味があり、肉質は緻密で煮崩れしにくい[47]。
- 沖縄島大根 - 根の中心が太くずんぐりした形をしているダイコンで、太い部分は直径20 - 25 cmになる沖縄の伝統品種[48]。沖縄では旧正月に酢の物で食べる習慣がある[19]。

## 生産

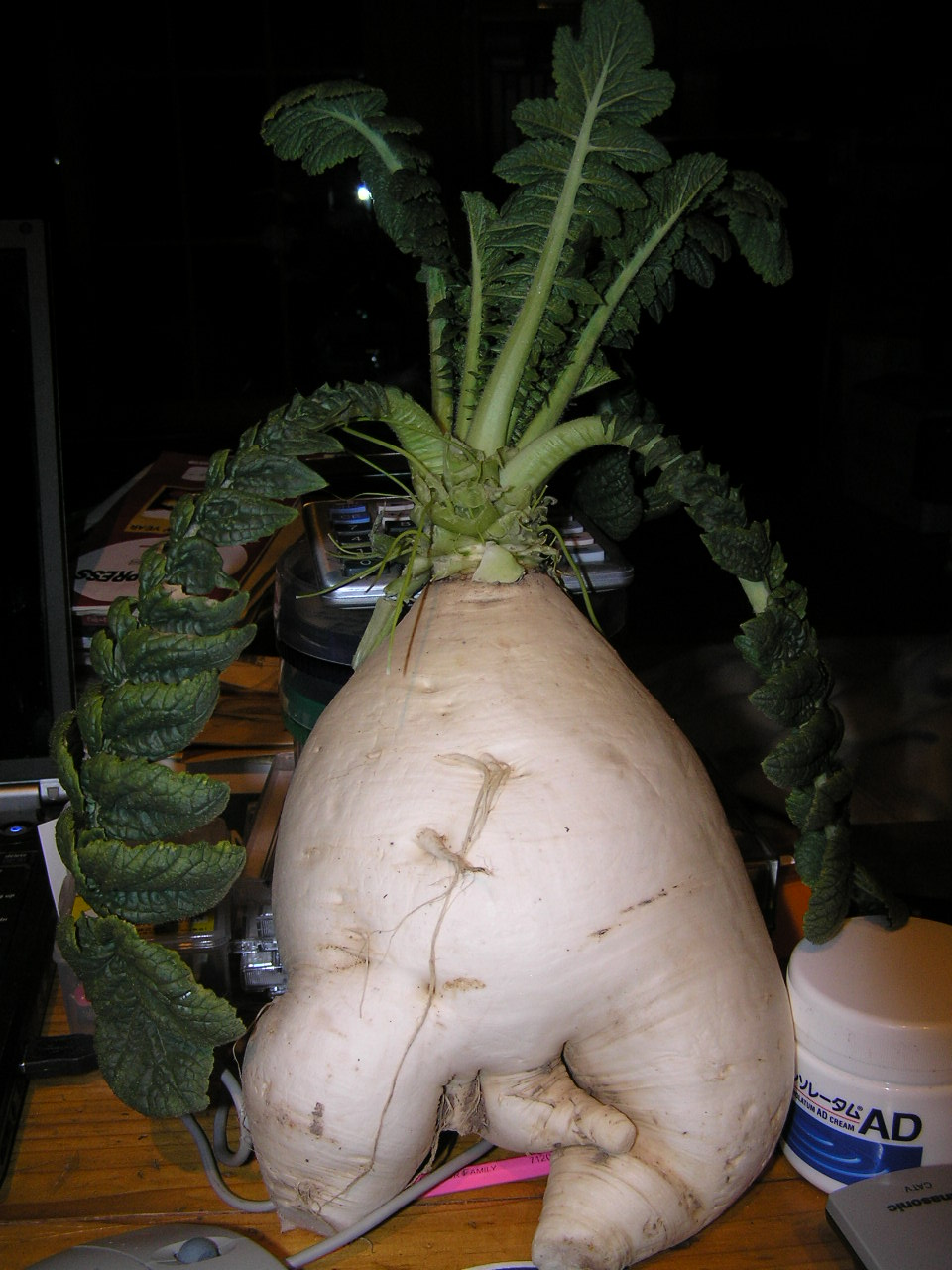
奇形三又大根（固い土や小石の多い畝で栽培した場合に多く見られる）

栽培、統計上は春だいこん、夏だいこん、秋冬だいこんに区分され、秋冬が全体の7割を占め、春と夏が残りを分け合う。冬野菜の代表格とも評されているが、夏場は北海道や東北地方でも作られるため、1年を通して出回っている。冬は暖地、夏は寒冷地の出荷量が多く、季節ごとに栽培地に適した品種が出荷される。
全国的に生産されているが、収穫量が多いところは千葉県、北海道、青森県、神奈川県で、4道県合わせて全国生産量の4分の3以上を占める。岩手県や茨城県、四国の徳島県、九州の宮崎県、鹿児島県も主要産地に挙げられている。平成22年度生産量は全国で117万トン。日本のダイコン生産量は作付面積、収穫量とも減少傾向にある。
| 年度               | 作付面積 (ヘクタール) | 収穫量 （千トン） |
| ------------------ | --------------------- | ----------------- |
| 1998年（平成10年） | 48,500                | 1,902             |
| 1999年（平成11年） | 47,700                | 1,948             |
| 2000年（平成12年） | 45,700                | 1,876             |
| 2001年（平成13年） | 44,100                | 1,868             |
| 2002年（平成14年） | 42,500                | 1,780             |
| 2003年（平成15年） | 41,500                | 1,752             |
| 2004年（平成16年） | 40,000                | 1,620             |
| 2005年（平成17年） | 39,100                | 1,627             |
| 2006年（平成18年） | 38,300                | 1,650             |
| 2007年（平成19年） | 37,200                | 1,626             |
| 2008年（平成20年） | 36,600                | 1,603             |
| 2009年（平成21年） | 36,400                | 1,593             |

政府統計『平成21年産野菜生産出荷統計』より。

## 栽培

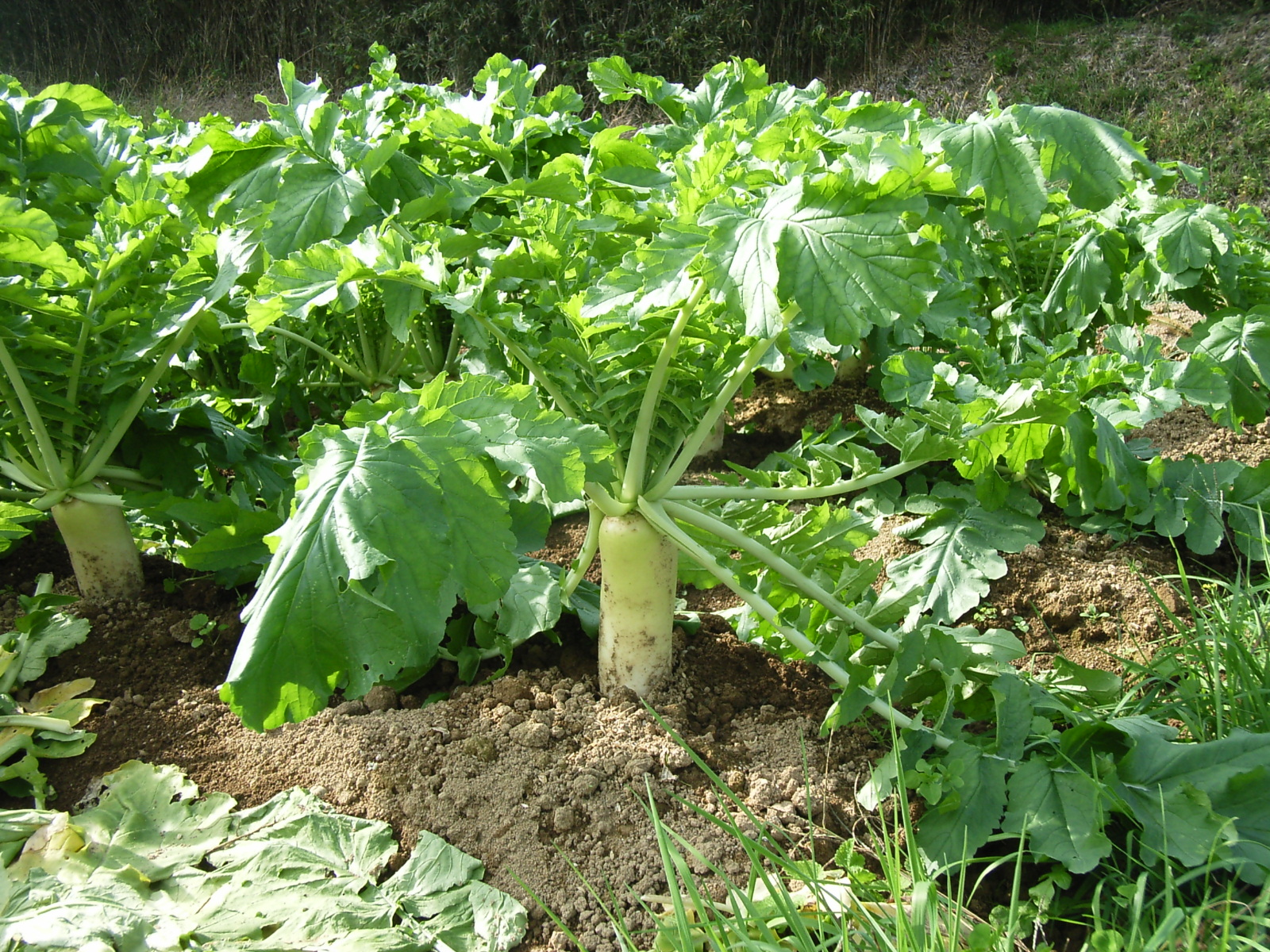
畑で栽培中の青首大根

栽培時期は、晩冬に種をまき、春に収穫する「春どり」、春に種まきして初夏に収穫する「初夏どり」（春まき）、初秋に種まきして晩秋から冬のあいだに収穫する「秋どり」（秋まき）の作型がある。秋まきのほうがとうが立ちにくく作りやすい。栽培適温は15 - 25℃とされ、連作することができる。移植を嫌うことから植え替えはできないため、畑に直接種をまいて、間引きながら育てる。畑となる土壌に石などが混じっていると根がまっすぐに伸びないため、深く耕して石を取り除いておくことが重要になる。栽培はやさしい方であるが、輪作年限は2 - 3年とされる。
畑を耕したら畝幅70センチメートル (cm) 、高さ15 cmぐらいの平畝をたてる。播種する前の畑が痩せている場合、堆肥をすき込むが、それ以外は元肥は施さないでおく。播種は、畝の中央にまき溝を作り1カ所に5粒ずつ種をまき、覆土したら鍬で鎮圧する。発芽したら2回に分けて間引きを行い、土寄せを行いつつ追肥も3 - 4回に分けて行う。1回目の間引きでは葉の形がよいものを残し、2回目の間引きでは葉の勢いがあるほうを抜くようにするとよい。特に2回目の間引きのころは、まっすぐに根が伸びていないダイコンのほうが葉の勢いがよくなるためであり、結果的に形のよいダイコンを畑に残すことになる。また間引いた葉は、葉ダイコンとして青菜と同様に食べることができる。根茎が生長して太ってきたら土から首の部分が出てきて収穫期を迎え、首の太さをみて、首の部分を持って抜き取っるように収穫する。品種にもよるが、収穫が遅れると鬆（す）が入ったり、根茎の表面に亀裂が入る場合もある。根茎の内部がスカスカになる鬆入り（すいり）現象は栽培条件と品種が大きく影響している。根茎の急激な肥大に対し細胞の増殖が追従出来ないと生じ易いと報告されている。
ダイコンは、春どり、初夏どりよりも秋どり（秋まき）のほうが防虫害が少ないので作りやすい。しかし、秋どりでも残暑が厳しかったり、蒔き時期が早く気温が高い条件のままだと、ダイコンサルハムシ（成虫）、キスジノミハムシ（幼虫）、カブラハバチ（幼虫）の食害を受けることがある。アブラナ科のダイコンは、コンパニオンプランツとしてセリ科のニンジンやキク科のレタスなどと混植すると、害虫を寄せ付けにくくする効果がある。

## 食材

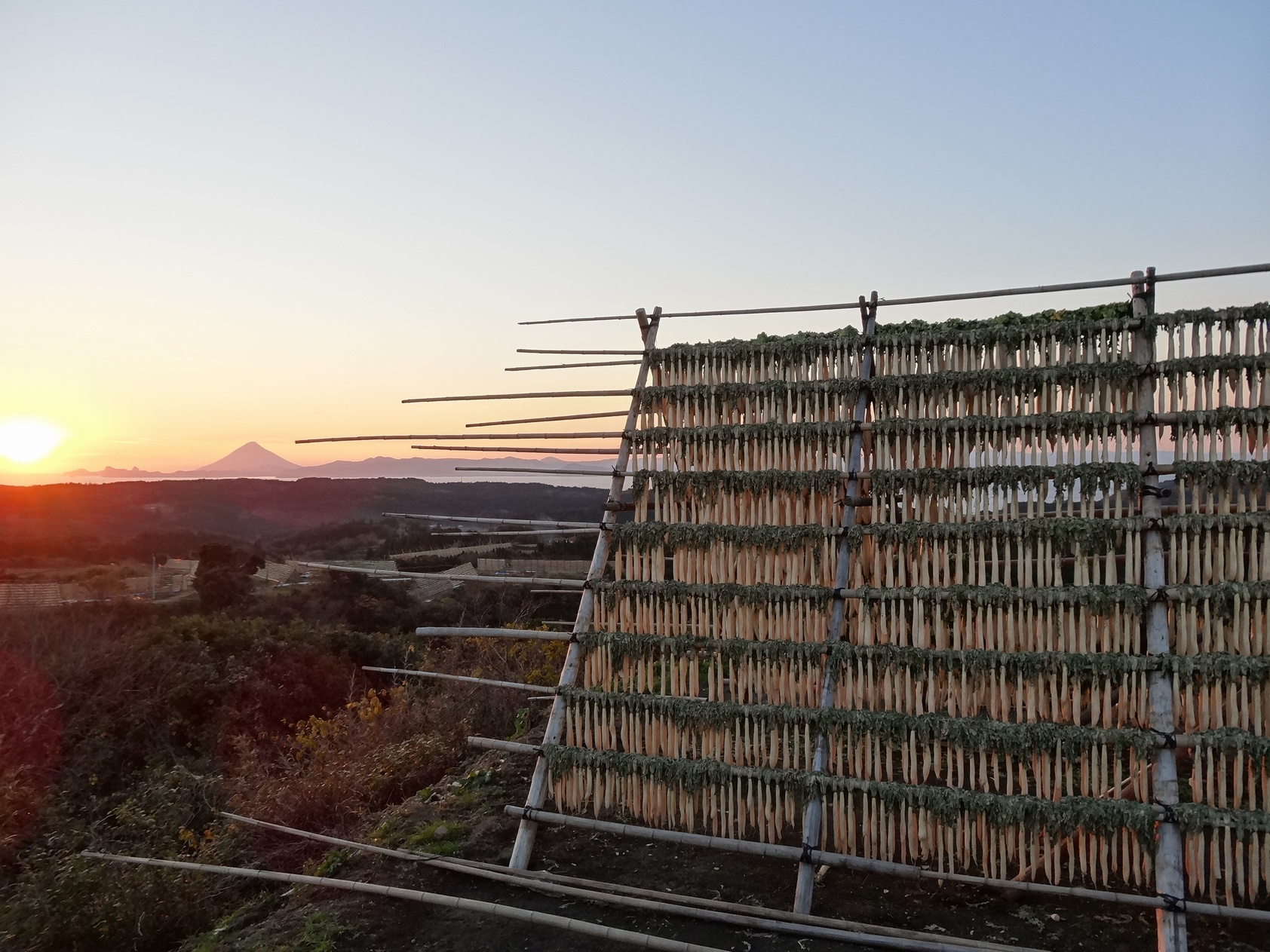
大根やぐらに吊るされたダイコン

大根おろしやサラダで生食したり、煮たり漬物にしたりして食べたりと馴染みのある野菜で、肥大した根茎は淡色野菜、葉は緑黄色野菜に分類される。野菜としての旬は11 - 3月で、特に冬の大根は甘味が増す。大根は皮に傷がなくて光沢があるものが良品とされ、葉は鮮やかな緑色でみずみずしいものがよい。栄養面では、ビタミンC、カリウム、カルシウム、食物繊維のほか、デンプンを分解する消化酵素を含む。
調理法で、大根の皮を剥くときには皮の下の筋が固いため、やや厚めに剥く。煮物にする場合には下茹でをすると苦味が取れ、米のとぎ汁か米を加えた熱湯で茹でると色が白く仕上がる。大根料理の幅は広く、刺身のつま、膾、大根おろしにして天ぷらや焼き魚などに添える、煮物、酢の物、汁の実などあらゆる料理に向いている。葉は漬物や炒め物に、皮は天日干しして炒め煮などに利用する。

### 根
主に生食または加熱調理される。保存用に漬け物、乾物とされるほか、辛みを生かして香辛料ともなる。辛み成分はアリルイソチオシアネート といい、からしやマスタード(シロカラシ由来を除く)と同じ成分である。
品種によって一概には言えないものの、たとえば青首大根は部位によって味わいが違うといわれ、クビとよばれる葉に近い部分は汁が多くて甘味があり、サキとよばれる先端部分は汁が少なく辛味がある。このため好みにもよるが、クビの部分は生でサラダや大根おろしに、中央部は固いことからおでんやふろふき大根などの煮込み料理に、またサキは炒め物や味の濃い料理、刻んで汁の実などというように、部位によって特質に合わせた使われ方もなされている。
- 生食 大根おろし、サラダ（春大根向き）、繊切りにして刺身のつまなど、大根を繊切りにすることを「千六本」（せんろっぽん）という。これは中国語で大根を表す羅葡に繊切りの繊がついた「繊羅葡」（シエンルオポ）が、音訛したものである。
- 加熱 おでんやブリ大根などの煮込み料理、風呂吹き[57][58]、味噌汁など。

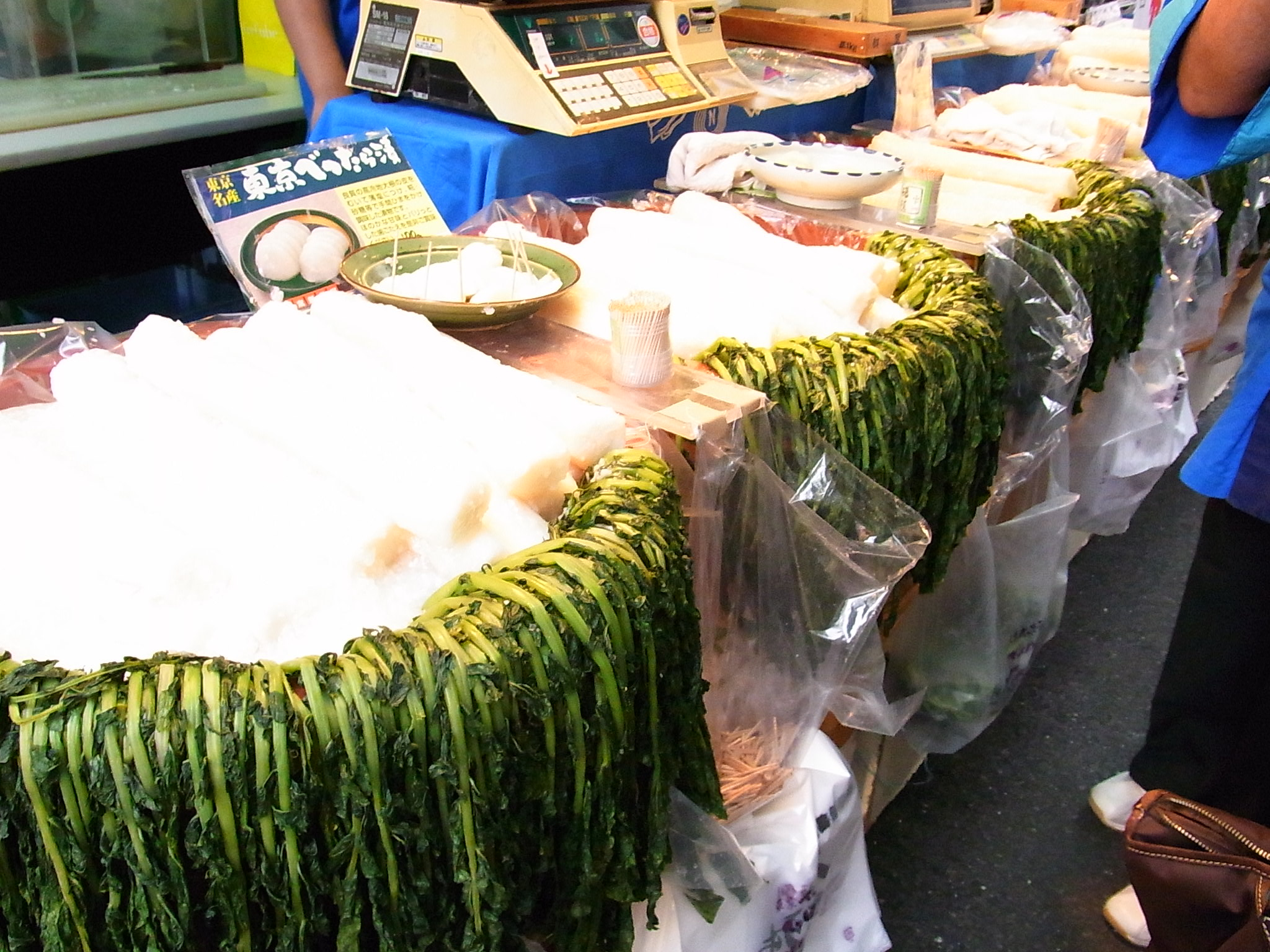
日本橋大伝馬町のべったら市（2009年10月20日撮影）

- 漬け物 浅漬け、たくあん、べったら漬け、福神漬け、さくら漬け、いぶりがっこなど。かつては秋に収穫される越冬野菜の典型として、冬季間の食卓に供される重要な保存食だった。
- 乾物 切って干したものは切り干し大根、立て四つに割って干したものは割り干し大根、茹でて干したものはゆで干し大根などと呼ぶ。戻して煮物にしたり、漬物、酢の物などに用いる。
- 加工品 広東料理の一種で、台湾などでは大根を刻んで他の材料を混ぜて焼いた「蘿蔔糕（大根餅）」として食されている。
- 香辛料 辛味の強い辛味大根は、ざる蕎麦、うどんなどの薬味、付け汁（おしぼり）として用いる。長野県産で、小ぶりの大根に長い尻尾がついた「ねずみ大根」などが知られる（前述）。
- 茨城県水戸市には、0.2ミリメートル程の薄さで剥いた大根を、立体的な花（牡丹・菊・アヤメ）のように見せる「大根むき花」という民芸が、江戸時代の水戸藩以来伝わっている[59]。

### 葉

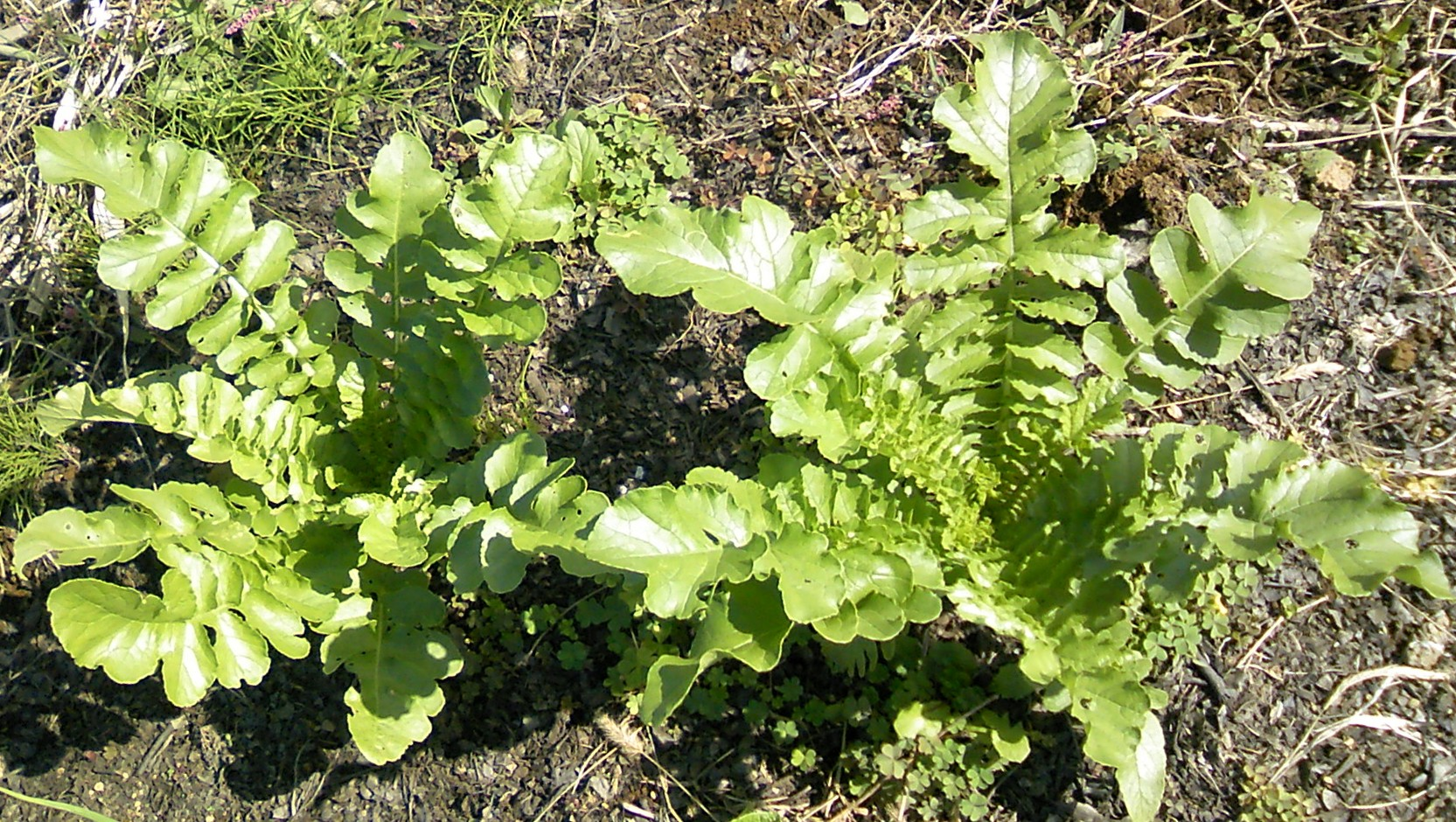
畑で育っているダイコンの葉

栄養価が高く、春の七草のスズシロ（清白）でもある。おひたし、味噌汁の具、漬物として用いられる。炒め物にして食べると栄養の吸収が良いといわれる。また、カブの葉同様、刻んで飯に炊き込んだものは菜飯となる。
日ごとに葉が枯れてきてしまうため、入手できたら新鮮なうちに切り落として調理する方がよい。灰汁（アク）があるため、細かく刻んだら水につけてアクや青臭みを抜いて調理する。
- 間引き菜（まびきな） - 発芽から数週間で間引きした苗
- もみ菜（もみな） - 葉の長さが20 cm程度に育ったものを収穫する[60]。β-カロテン、ビタミンC、カルシウムなどが豊富で、炒め物や味噌汁の具などに向く[60]。
- 大根菜（だいこんな） - 一ヶ月ほど経ち10〜20 cm程度に根が発達した幼植物。これを野菜として利用するための品種もある。
- 大根葉（だいこんば） - 収穫期の葉でかつては広く利用されたが、現在は流通の都合や消費者の嗜好により原則として捨てられ、まれに葉付きダイコンと称して販売されている。成長した葉柄には棘状の突起があるので、生食には適さず加熱調理する。
- 干葉（ひば） - 根と同様に干して保存性を高めたもの。緑黄色野菜の少ない季節の貴重な保存食とされた。

### 種子
- スプラウト 発芽させ、胚軸と子葉をカイワレダイコンとして食用にする。
- 生薬 羅葡子（ライフクシ）[要出典]として、健胃、去痰作用。中国医学では、肥満の薬として有名。

### 栄養価
大根（根茎部）は、約95%が水分で、炭水化物が少量含まれるだけで、タンパク質も脂質もわずかで、熱量は100グラムあたり18キロカロリー (kcal) と極めて少ない。ごく少量の炭水化物には、ブドウ糖、蔗糖、果糖などの甘味成分が含まれていることから、加熱調理すると辛味が消えて、わずかな甘味を感じることができる。ビタミン・ミネラル類は、脂溶性ビタミン（ビタミンA、ビタミンD、ビタミンE、ビタミンK）を除けば、全体的にバランスよく含んでいて、皮を剥かないですりおろしたものであればビタミンC、カリウム、食物繊維を豊富に含む。特にクビに近いところでは、ビタミンCや食物繊維が豊富である。また一方では、取り立ててたくさん含んでいる栄養素は見当たらず、食物繊維もそれほど多くはないが、冬場はたくさん食べる機会が多い食材であるから、食物繊維のとてもよい供給源になっているという評価もされている。
根茎には消化酵素であるアミラーゼ（別名：ジアスターゼ）、タンパク質を分解するプロテアーゼを多く含み、アミラーゼはデンプンの消化促進に役立つ。アミラーゼは消化不良を解消し、胃酸の出を調整して胃もたれや胸焼け防止の働きがあるといわれる。これら栄養素は、加熱や酸化に弱い性質があるため、大根おろしやサラダなどにして、生ですぐに食べる方が効果的に摂取できる。
葉の部分は緑黄色野菜で、β-カロテン（ビタミンA）、ビタミンC、カルシウム、カリウム、鉄分などが豊富に含まれている。カルシウム、鉄、カリウムなどのミネラル類は、根茎部の2 - 10倍も含んでおり、ビタミン類では根には全く含まれていないカロテンが、ホウレンソウと同じくらい含まれている。野菜から摂りにくいとされるビタミンEも豊富で、ビタミンCも根茎部の数倍になる。
加工品である切り干し大根は、100グラムあたりの栄養素量が多いところから「栄養の塊」と紹介されることがあるが、水分量が少ないためそのように見えるだけで一度にたくさん食べる機会がないので、過剰な期待はしないほうがよいとも言える。また、大根の芽を摘んだ貝割れ大根の場合では、ビタミン、ミネラルが豊富な緑黄色野菜であり、洗えばすぐに食べられるので、手軽で栄養補給に役立つ食材といわれる。

### 保存
葉付き大根はそのまま置くと、葉に養分がとられて栄養価が下がり、水分が失われ根にスが入るので、すぐに茎の根元（クビ）から葉を切り落として、根は切断面をラップで密封して冷蔵庫に立てて保存するとよい。葉は、その日のうちに水にさらすか、茹でるなどして、水気を切ってから保存袋に入れて冷蔵保存する。
畑のダイコンは、晩秋に霜が降りて葉が枯れるころになっても収穫せずに置いておくと、土から出ている首の部分が凍って痛んでしまう。畑に植えたまま貯蔵したい場合は、ダイコンの首が土ですべて埋まるように土寄せするか、一度ダイコンを抜き取って痛んだ葉だけを取り除き、畑に穴を掘ってダイコンを斜めに立てかけるように並べて、葉だけを地上に出して埋めておく方法がある。雪の多い地域では雪中貯蔵も行われており、垂直に置く貯蔵法や雪中傾斜置き貯蔵などがある。
ダイコンが多く収穫できたときには、干し大根を作っておけば保存性も高まり、栄養価も増す。たくあん用の細長い「八州」などの品種が向いているが、ふつうの生食用の大根でも干し大根は作れる。干し大根は、泥をよく洗い落としたダイコンを2本ずつ茎のほうで束ねて軒下に吊しておき、10 - 20日ほどで吊ったダイコンが曲がるようになったら漬け込みの適期を迎える。たくあん用のほか、半生くらいで浅漬けにしたり、切り干し大根としても利用できる。

## 薬効
いわゆる大根の部分（根茎）には、ヒドラドペクチン、アデニン、ヒスチジン、アルギニンを含んでおり、葉にはシスチン、アルギニン、リジン、精油などを含んでいる。根にはアミラーゼやオキシターゼという酵素が含まれ、アミラーゼは米などのデンプンを分解して胃もたれ、胸やけを解消するなど胃腸の働きを正常にし、オキシターゼは魚の焼け焦げに含まれることがある発がん性物質を解毒すると考えられている。辛味成分になっているイソチオシアネートは、肝臓の解毒作用を助け、がんの発生を抑制するといわれている。
薬用としての採集時期は11 - 12月ごろで、根茎も葉の部分も薬用にできる。薬用に天日で乾燥した種子は莱菔子（らいふくし）、生の根茎は莱菔（らいふく）とも称している。種子は身体を温める作用、根には身体を冷やす作用がある。
民間療法で、消化不良や食欲不振のときに、大根おろし汁を盃1杯ほど、朝夕2回食後に飲むか、食欲がないときは食前に飲むとよいといわれ、二日酔い、発熱、吐き気、胃弱のときは、皮付きの大根で大根おろしを作り、1日200 - 400 ccほど食べるとよいとされる。扁桃炎によるのどの痛みは、大根おろし汁でうがいして、さらにおろし汁で温湿布する。打ち身、捻挫などの打撲傷で腫れがあるときには、大根おろし汁で冷湿布して腫れを引かせる。大根おろしを水飴などと一緒に湯飲みに入れて、湯を注いで1日数回飲めば、たんきり、咳止めなどに効果があるといわれる。
種子は1日量3 - 5グラムを400 ccの水で煎じて3回に分けて服用すると、咳、食べ過ぎに効果があるといわれる。
風通しのよいところで陰干しにした葉は浴湯料に使え、刻んで布袋に入れて風呂に入れる干葉湯（ひばゆ）にして、冷え症、神経痛、保温に役立てられる。

## 文化

### 祭礼・信仰
- 真宗大谷派の了徳寺（京都市）は毎年12月9、10日の報恩講で大根焚を行う。食べると中風除けのご利益があるとされている[68]。
- 東京・浅草にある本龍院待乳山聖天（まつちやましょうでん）では1974年以来、1月7日に「大根まつり」が行われている。「聖天さま」（大聖歓喜天）へ供えた大根のお下がりを、ふろふき大根にして参拝者2000人に振る舞う[69]。
- 青森県などの一部地域ではお盆に「あられ」と呼ばれる米とさいの目に刻んだ大根を混ぜたものを墓所に撒く風習がある[70]。これに人参を混ぜる地域もある[70]。元々は墓所を清める意味があったがカラス対策や後始末などの管理の問題から禁止している墓地もある[70]。

### 文学
- 『古事記』
  - 継苗生（つぎねふ）や 山代女（やましろめ）の 木鍬（こくわ）持ち 打ちし大根（おほね） 根白（ねしろ）の 白腕（しろただむき） 枕（ま）かずけばこそ 知らずとも云はめ 仁徳天皇
  - 継苗生（つぎねふ）山代女（やましろめ）の 木鍬（こくわ）持ち 打ちし大根（おほね） 騒々（さわさわ）に 汝が家背（いへせ）こそ 打ち渡す 弥（や）が栄（は）え為（な）す 来入（きい）れ参来（まいく）れ 磐姫皇后
- 兼好法師の『徒然草』第68段に、焼き大根の話が出る。
- 俳句では冬の季語。「だいこ」とも。
  - 大根引き大根で道を教えけり（小林一茶）[71]

### 成句
大根は、生でも煮ても焼いても消化が良く、食当たりしないので、何をやっても当たらない役者を「大根役者」と呼ぶ。同じ理由で、なかなか当たりを打てない野球の打者を「大根バッター」とも呼ぶ。また極端なダウンスイングのことを大根おろしに掛けて「大根切り」という。

### その他
東京農業大学の応援歌「青山ほとり」は一般に「大根踊り」の名で知られている。